# الفريق سلطان بن عادي المطيري
1. تحويل سلطان بن عادي المطيري

هذه تحويلة من اسم يحتوي على ال التعريف إلى الصيغة النكرة «المستهدفة بالتحويلة».

هذه صفحة لأحد أسماء الشخصية المذكورة أعلاه أو ألقابها أو لكنية من كُناها، وهي تحوَّل آلياً من يبحث عنها إلى صفحة الفريق سلطان بن عادي المطيري.